# Wilma Prade
Wilma Prade (* um 1945, verheiratete Wilma Dobie) ist eine südafrikanische Badmintonspielerin.

## Karriere
Wilma Prade gewann in Südafrika insgesamt 10 nationale Titel. Sie war dabei jeweils dreimal im Dameneinzel und im Damendoppel sowie viermal im Mixed erfolgreich.

## Sportliche Erfolge
| Saison | Veranstaltung                 | Disziplin   | Platz | Name                       |
| ------ | ----------------------------- | ----------- | ----- | -------------------------- |
| 1964   | Südafrikanische Meisterschaft | Dameneinzel | 1     | Wilma Prade                |
| 1965   | Südafrikanische Meisterschaft | Mixed       | 1     | Alan Parsons / Wilma Prade |
| 1966   | Südafrikanische Meisterschaft | Dameneinzel | 1     | Wilma Prade                |
| 1966   | Südafrikanische Meisterschaft | Damendoppel | 1     | Wilma Prade / Ann Smith    |
| 1966   | Südafrikanische Meisterschaft | Mixed       | 1     | Alan Parsons / Wilma Prade |
| 1968   | Südafrikanische Meisterschaft | Damendoppel | 1     | Wilma Prade / Ann Smith    |
| 1968   | Südafrikanische Meisterschaft | Mixed       | 1     | Alan Parsons / Wilma Prade |
| 1970   | Südafrikanische Meisterschaft | Damendoppel | 1     | Alan Parsons / W. Prade    |
| 1970   | Südafrikanische Meisterschaft | Dameneinzel | 1     | Wilma Prade                |
| 1971   | Südafrikanische Meisterschaft | Mixed       | 1     | Alan Parsons / Wilma Prade |